# Vladinja
Vladinja (bulgariska: Владиня) är ett distrikt i Bulgarien.   Det ligger i kommunen Obsjtina Lovetj och regionen Lovetj, i den centrala delen av landet, 140 km nordost om huvudstaden Sofia.
Trakten runt Vladinja består till största delen av jordbruksmark. Runt Vladinja är det ganska tätbefolkat, med 60 invånare per kvadratkilometer.